# Heihsgut

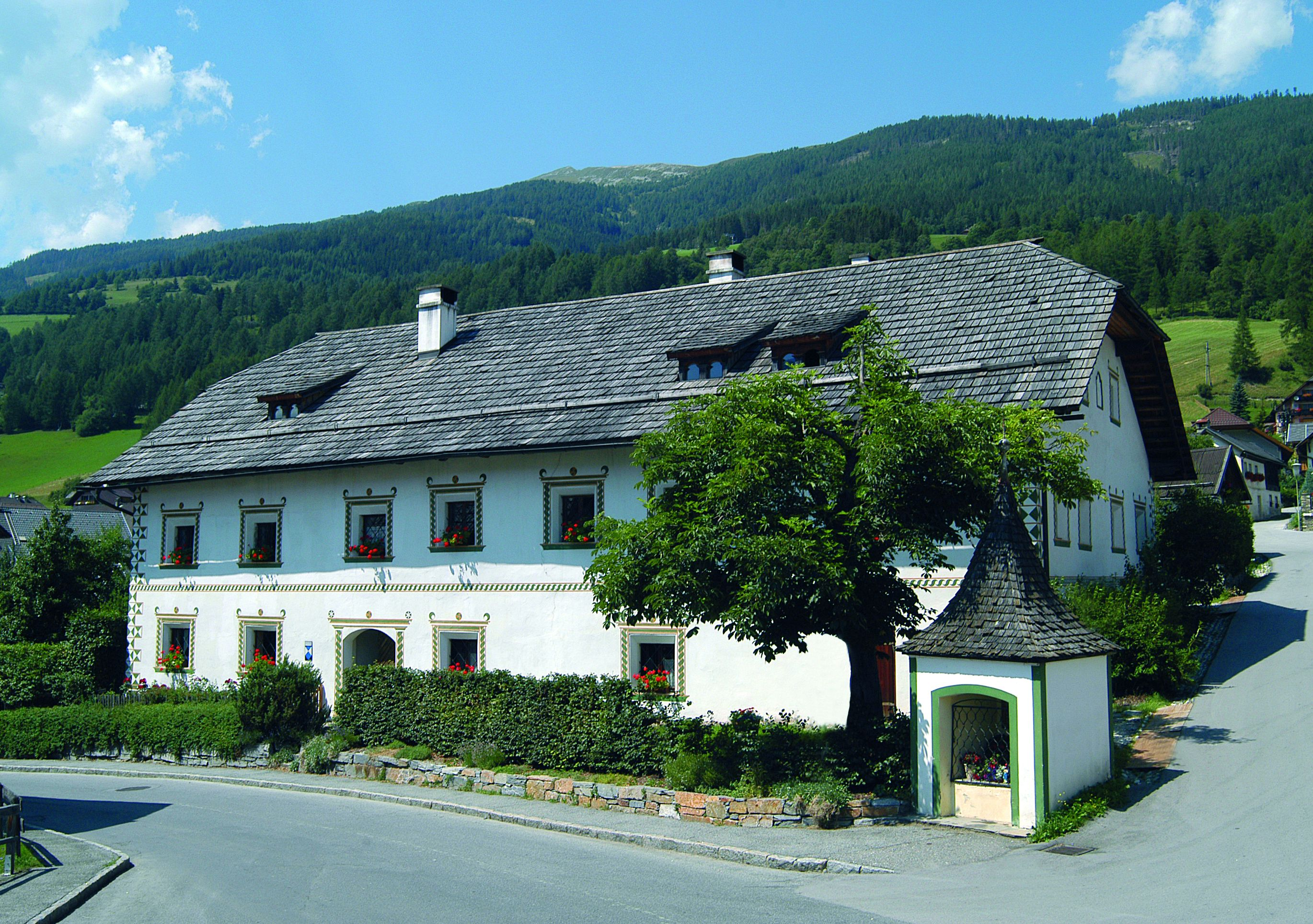
Heihsgut (Südseite)

Das Heihsgut ist eines der ältesten noch bewohnten Häuser in den Salzburger-Steirischen Alpen. Der Ansitz steht am Fuß des Speierecks (Radstädter Tauern) im Zentrum von Sankt Martin in der Gemeinde St. Michael im Lungau. Zusammen mit einer kleinen Kapelle und einem Zehentkasten wird er zum weltlichen Gegenstück für die Dorfkirche, auf deren Friedhof im 19. Jahrhundert unter dem Karner ein Mithrasheiligtum gefunden wurde.

## Geschichte
1478 hat die namengebende Familie das Haus als Ir frey Aigens guet vom steirischen Benediktinerstift St. Lambrecht gekauft. Es gehörte wohl zu jenem Landgut zu St. Mörten, das bei einem Streit zwischen dem Bischof von Bamberg, dem Stift und den Grafen von Ortenburg verwüstet wurde, und das Rudolf von Habsburg 1278 endgültig den Mönchen zugesprochen hat.
Bei der Kirche repräsentieren drei Grabsteine den mit Wohlstand und Armut des Gaues verbundenen Aufstieg und Niedergang der Familie: Ein großer, aber schlichter Stein für den Erwerber des Hauses, ein recht prächtiger mit dem 1532 von Karl V. verliehenen Wappen für dessen Sohn Lienhard und eine kleine Tafel für den letzten Besitzer, den 1839 in Armut verstorbenen Enkel des 1730 von Karl VI. geadelten Andreas v. Heihs.
Den Rang der Familie im 16. Jahrhundert bezeugen die Zirbenstube von 1545, ein Waffeleisen mit dem Heihswappen aus dem Jahr 1559 und ein großer Grabstein mit Porträt und Wappen für den 1544 als Pfarrer von St. Michael und Murau und Erzdiakon des Lungau verstorbenen Bruder des Lienhard in der Pfarrkirche.
Seine Nichte Apollonia, eine Tochter des Lienhard, und ihr Gatte, Hanns Gennsprunner zu Radstadt, haben unter Einbeziehung eines gemauerten Getreidekastens das Haus vergrößert und im ersten Stock die große Zirbenstube errichtet. Das war nach einer verschwundenen Inschrift über dem Türstock im Jahre 1545. Vielleicht hat aber erst die Errichtung des mit 1685 bezeichneten großen Zehentkastens die Einbeziehung des alten Kastens in den Baukörper des Hauses möglich gemacht. Bis 1838 verblieb das Haus im Besitz der Familie Heiss. Zurzeit ist es im Besitz der Familie Plöchl.

## Heutiger Zustand
Ein Brand von 1925 hat das Haus schwer beschädigt, bei der Wiedererrichtung wurde es baulich verändert. Die Rustikabemalung der Fassade wurde nach ihrer Freilegung 1975 erneuert.
Zusammen mit einem gewölbten Keller und einer darüber liegenden Stube mit Kassettendecke entstand so ein geschlossener Baukörper, bei dem jedoch der Haupteingang aus dem Zentrum der Fassade rückte. In diesem  Kassettenzimmer ist jetzt das Familienarchiv, das auch Material über den 1984 verstorbenen Kirchenrechtlicher Willibald M. Plöchl und zu dessen Bemühungen um eine Exilregierung in den USA enthält.
Die 1999 mit Unterstützung des Landes Salzburg renovierte Zirbenstube ist auch der Öffentlichkeit zugänglich. Bei der Restaurierung wurde auch die Lage jener geheimen Schneckenstiege geklärt, die Ignaz von Kürsinger 1853 beschrieben, aber nicht mehr gesehen hat.
Eine kleine Sammlung dokumentiert die Stellung des Hauses und der Familie in der Dorfgeschichte; sie zeigt u. a. einige alte Truhen, das Waffeleisen von 1559 und ein paar Werke eines der bekanntesten Künstler der Wiener Werkstätten, des in St. Michael geborenen Dagobert Peche (1887–1923).
Das Heihsgut steht unter Denkmalschutz.
Der Boden der alten Rauchkuchl wurde mit handgeschlagenen Ziegeln der Ziegelei Falkinger aus Grafenstein ausgestattet.